# Idaea purpurea
Idaea purpurea är en fjärilsart som beskrevs av George Francis Hampson 1891. Idaea purpurea ingår i släktet Idaea och familjen mätare. Inga underarter finns listade i Catalogue of Life.